# Chiesa di Santa Maria del Carmine (Santa Maria di Licodia)
La chiesa di Santa Maria del Carmine è una chiesa di Santa Maria di Licodia, comune italiano della città metropolitana di Catania in Sicilia.
Locata nella via omonima, la chiesa fu edificata nel 1929 per devozione alla Madonna, a spese del sacerdote Giuseppe Ronsisvalle Corsaro, il quale fu anche il primo parroco, quando nel 1932 la chiesa venne elevata a Parrocchia.
In onore alla Madonna, per incentivare la devozione popolare, nel 1924, nacque la Confraternita della Beata Vergine del Carmelo. Sorta presso la Chiesa Madre, con l'edificazione del nuovo luogo di culto vi si trasferì, e tuttora continua il suo operato nella parrocchia.
L'antica facciata in pietra lavica è stata sostituita negli anni '60 con una moderna, caratterizzata dallo svettante campanile gugliato. Questa modernizzazione ruppe l'equilibrio con lo stile interno della chiesa.
L'impianto, a navata unica, è orientato da ovest ad est. La navata, dalle forme barocche, è arricchita da sei altari, dedicati rispettivamente a Sant'Anna compatrona dell'Ordine Carmelitano, L'Immacolata, Sacro Cuore di Gesù, Madonna del Carmelo (altare maggiore), San Giuseppe e Santa Teresa.
L'altare maggiore è arricchito dalla macchinetta barocca che fa da cornice alla statua della Madonna. Sulla volta della chiesa, l'interessante affresco della Consegna dello Scapolare, dove sono effigiati i familiari del Sacerdote Giuseppe Ronsisvalle Corsaro. Gradevoli i pregevoli stucchi, di foggia barocca, che adornano la chiesa, opera dell'artista licodiese Giuseppe Anile detto Pippinu ‘a Pinta. La Vergine del Carmelo, è solennemente festeggiata il 16 e 17 luglio.

## Galleria d'immagini

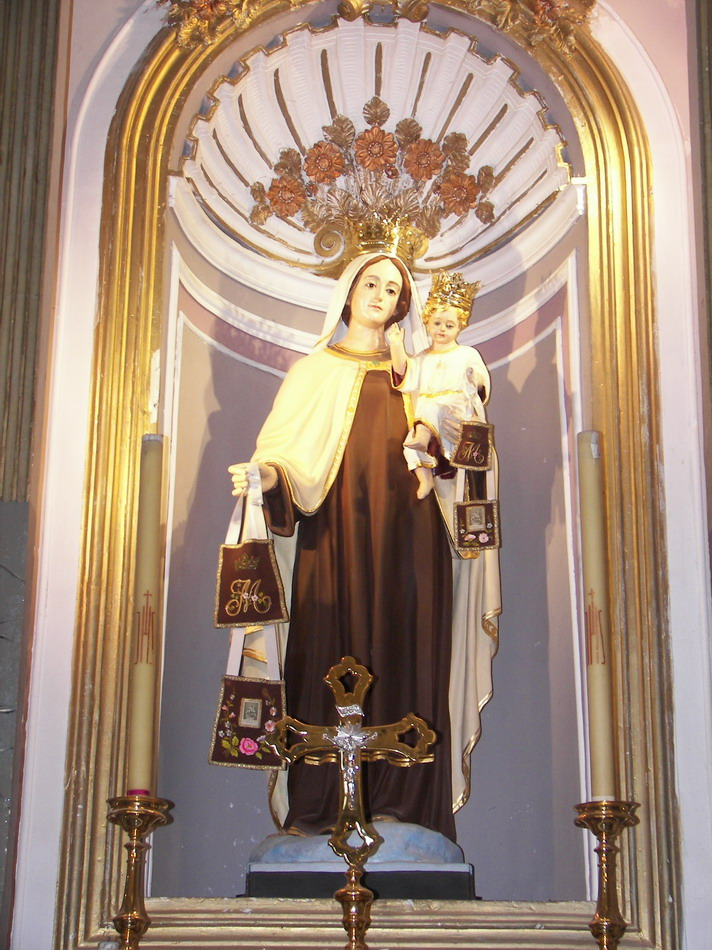
Simulacro della Madonna del Carmelo
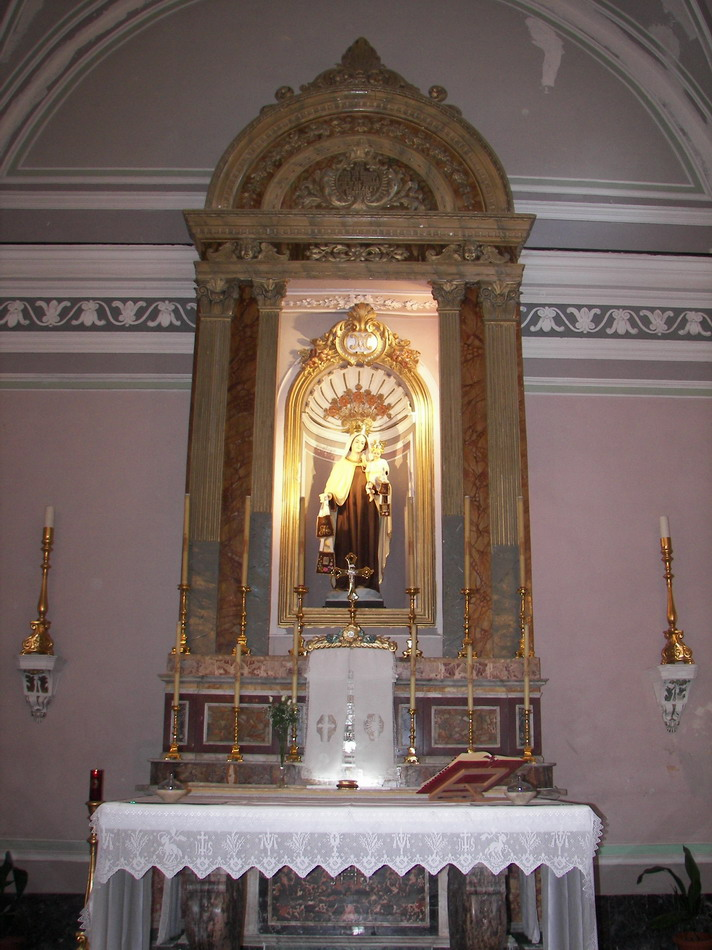
L'Altare Maggiore
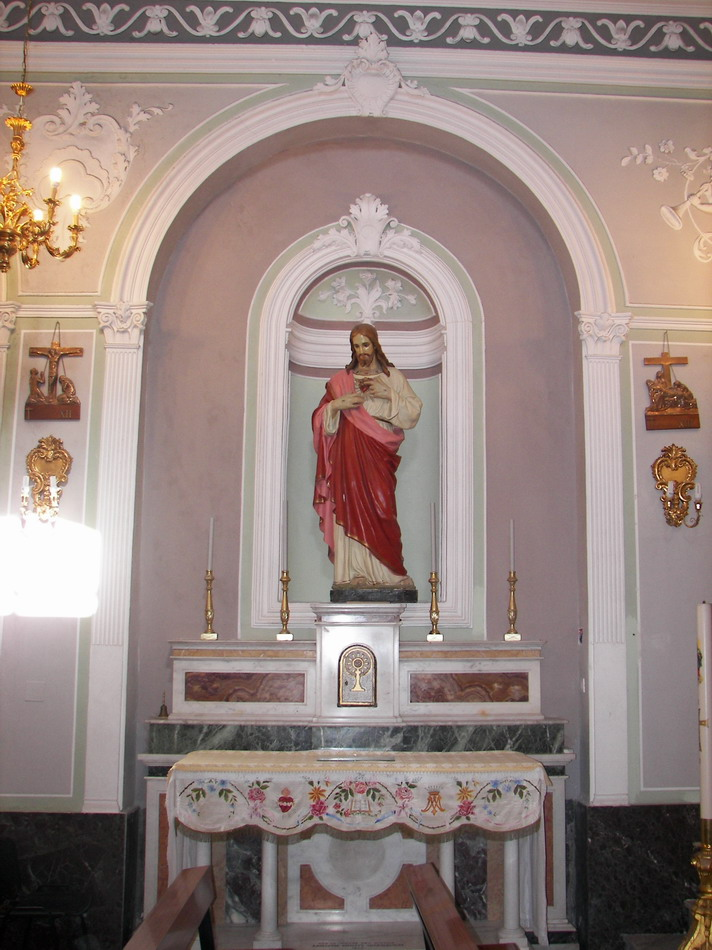
Altare del Sacro Cuore
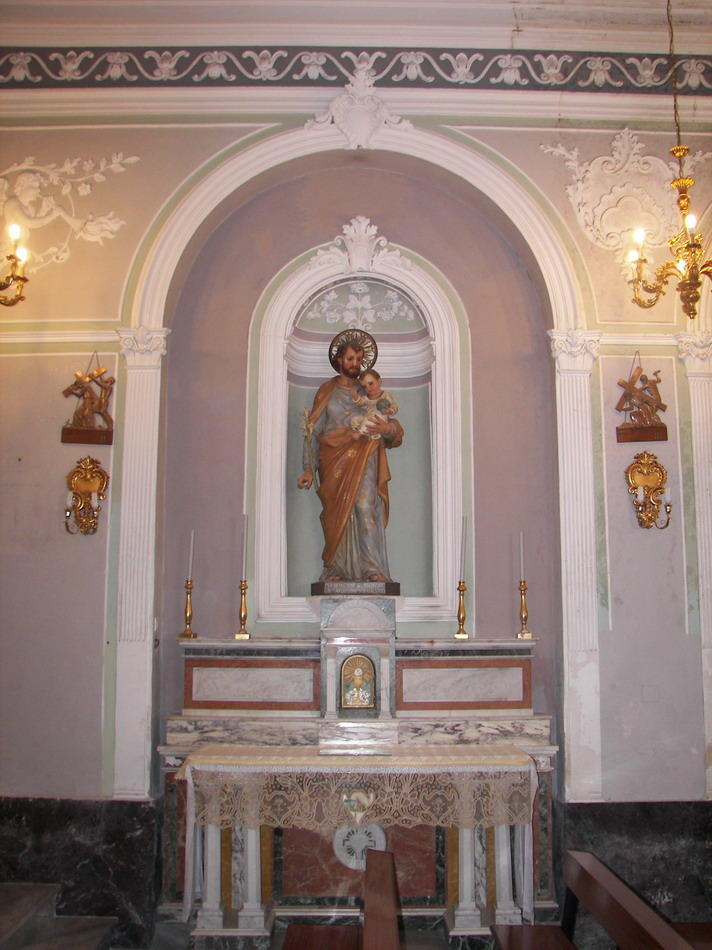
Altare di San Giuseppe
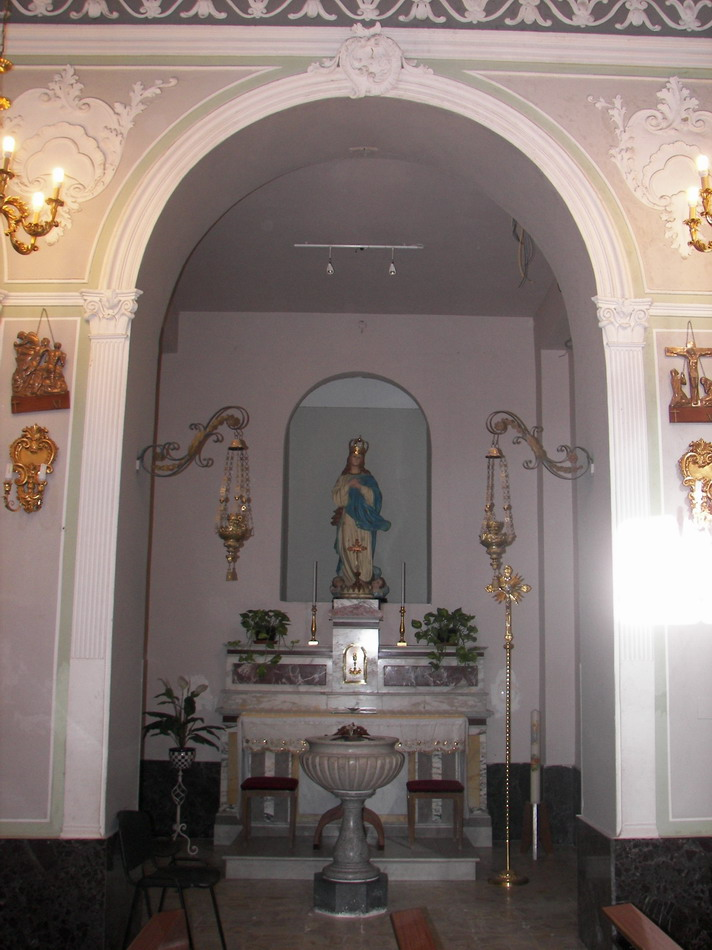
Cappella del Battistero con l'altare dell'Immacolata
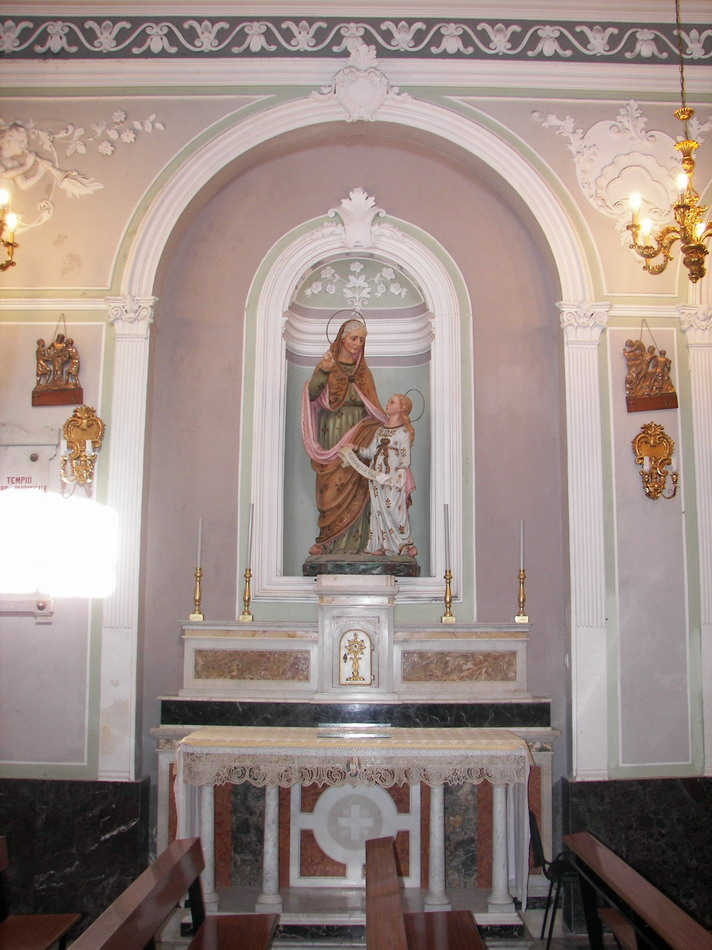
Altare di Sant'Anna
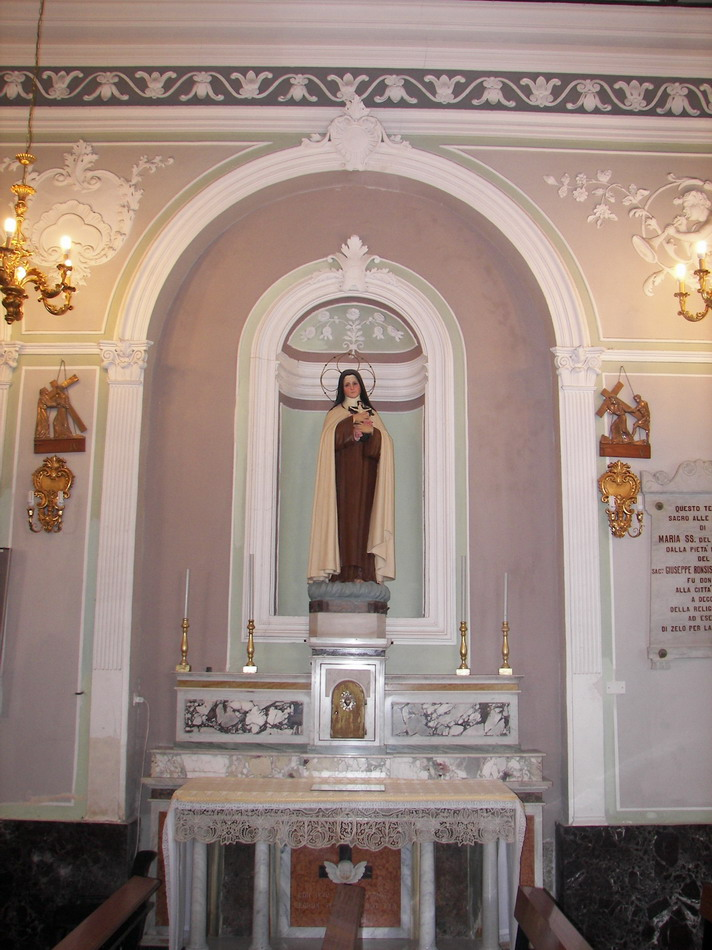
Altare di Santa Teresa
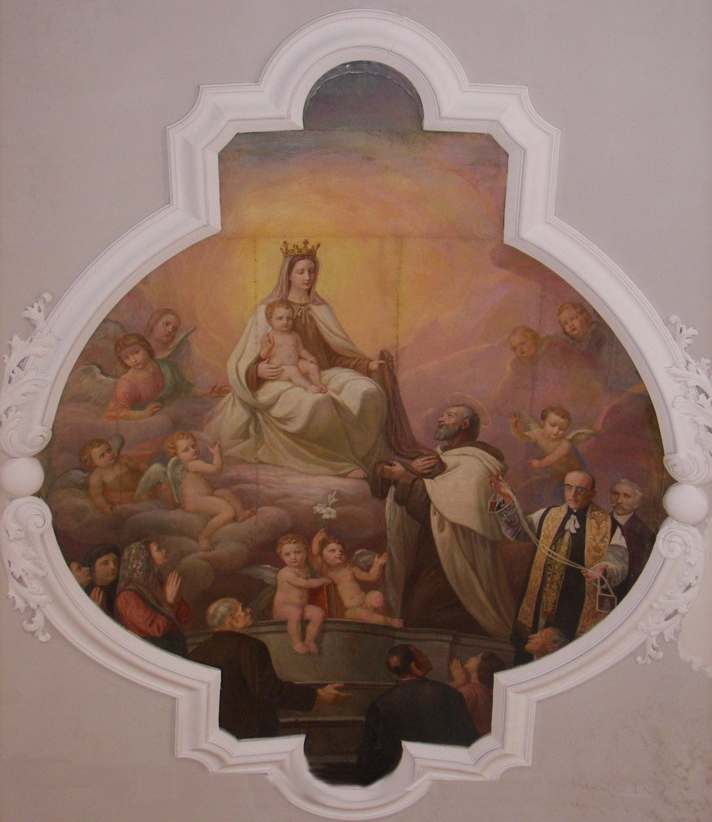
La Consegna dello Scapolare